# プリメーラ・ディビシオン (アルゼンチン)1897
チャンピオンシップ・カップ1897（Championship Cup 1897）は、アマチュア時代におけるアルゼンチンのサッカーリーグ1部、プリメーラ・ディビシオンの第5回目のシーズンである。主催団体は「アルゼンチン・アソシエーション・フットボールリーグ」（Argentine Association Football League）。ローマスACが4回目の優勝を決めた。

## 概要
7チームによるホーム・アンド・アウェー2回戦総当たり・全12節のリーグ戦。昨季出場した5チームからローマス・アカデミー（消滅）とレティーロACが離脱した。代わってバンフィエルドAC、ベルグラーノB二軍（ベルグラーノACの二軍）、ラヌースAC、パレルモACが新規加盟して7チームに増加した。ベルグラーノACはブエノスアイレス・アンド・ロサリオ・レールウェイと合併した。

## 結果

### レギュラーシーズン
| 順 | チーム           | 試 | 勝 | 分 | 敗 | 得 | 失 | 差  | 点 | 出場権           |
| -- | ---------------- | -- | -- | -- | -- | -- | -- | --- | -- | ---------------- |
| 1  | ローマスAC       | 12 | 9  | 2  | 1  | 55 | 9  | +46 | 20 | 優勝決定戦に出場 |
| 2  | ラヌースAC       | 12 | 10 | 0  | 2  | 39 | 8  | +31 | 20 | 優勝決定戦に出場 |
| 3  | ベルグラーノAC   | 12 | 9  | 1  | 2  | 47 | 15 | +32 | 19 |                  |
| 4  | フローレスAC     | 12 | 6  | 1  | 5  | 44 | 22 | +22 | 13 |                  |
| 5  | パレルモAC       | 12 | 4  | 0  | 8  | 11 | 50 | −39 | 8  |                  |
| 6  | ベルグラーノB    | 12 | 1  | 1  | 10 | 10 | 56 | −46 | 3  |                  |
| 7  | バンフィエルドAC | 12 | 0  | 1  | 11 | 6  | 52 | −46 | 1  |                  |

### 優勝決定戦
勝ち点で優勝が決まらなかったため、ローマスACとラヌースACの間で優勝決定戦が行われた。2試合続けて延長戦まで戦っても決着がつかず、3試合目でローマスACが勝利し、優勝を決めた。
| 試合  | 日付    | チーム1    | チーム2    | 結果         |
| ----- | ------- | ---------- | ---------- | ------------ |
| 第1戦 | 9月8日  | ローマスAC | ラヌースAC | 1–1 (a.e.t.) |
| 第2戦 | 9月12日 | ローマスAC | ラヌースAC | 0–0 (a.e.t.) |
| 第3戦 | 9月19日 | ローマスAC | ラヌースAC | 1–0          |